# (136108) Hauméa
Vous lisez un « article de qualité » labellisé en 2021.  Il fait partie d'un « thème de qualité ».
Cet article concerne la planète naine. Pour les autres significations, voir Hauméa.
(136108) Hauméa (internationalement (136108) Haumea ; désignation provisoire 2003 EL61) est une planète naine transneptunienne (plutoïde) du Système solaire, située dans la ceinture de Kuiper. Elle réalise une révolution autour du Soleil avec une période orbitale de 284 années terrestres et avec une orbite typique des grands cubewanos : assez excentrique et avec une forte inclinaison, son périhélie est proche de 35 UA et son aphélie atteint 51 UA. Elle est par ailleurs en résonance orbitale intermittente 7:12 avec Neptune.
Le contexte et la paternité de sa découverte sont controversés. Hauméa est observée pour la première fois en 2004 par l'équipe de Michael E. Brown du California Institute of Technology aux États-Unis, mais est officiellement découverte en juillet 2005 par celle de José Luis Ortiz Moreno de l'Instituto de Astrofísica de Andalucía à l'observatoire de Sierra Nevada en Espagne, car ils sont les premiers à annoncer l'objet au Centre des planètes mineures. Cependant, ils sont accusés par l'équipe américaine de fraude pour avoir utilisé leurs rapports d'observation sans crédit. En septembre 2008, au moment de l'obtention du statut de planète naine, elle est officiellement nommée par l'Union astronomique internationale d'après Hauméa, la déesse hawaïenne de la fertilité et de l'accouchement, sur la suggestion de Mike Brown, plutôt que Ataegina comme proposé par l'équipe espagnole.
Elle possède une forme allongée similaire à un ballon de rugby d'environ 2 100 × 1 700 × 1 100 km, d'après les calculs sur sa courbe de lumière, mais dont les mesures précises ne sont pas certaines. Cette forme particulière est due à sa période de rotation de 3,9 heures, la plus rapide du Système solaire pour un objet en équilibre hydrostatique. Sa masse est d'environ 4,2 × 1021 kg, soit près d'un tiers de la masse du système plutonien et 6 % de celle de la Lune. Elle présente un albédo élevé d'environ 0,7, similaire à celui de la neige, en raison de sa fine couche de glace d'eau cristalline en surface, couvrant une structure interne principalement rocheuse. Elle posséderait une large tache rouge.
Autour de Hauméa orbitent au moins deux petits satellites naturels, Hiʻiaka (≈310 km de diamètre) et Namaka (≈170 km), qui auraient été formés par au moins une forte collision dans son passé. Cet événement crée également une famille collisionnelle d'objets transneptuniens ayant des orbites proches, la famille de Hauméa, et serait responsable de ses caractéristiques physiques atypiques. En 2017, un fin anneau sombre l'entourant est découvert, une première pour un objet transneptunien ou une planète naine, jusqu'à la découverte en février 2023 d'un anneau autour de Quaoar.

## Historique

### Découverte
La découverte de Hauméa a lieu en décembre 2004 et est annoncée en juillet 2005, mais la paternité de celle-ci est sujette à controverses.

#### Découvertes parallèles

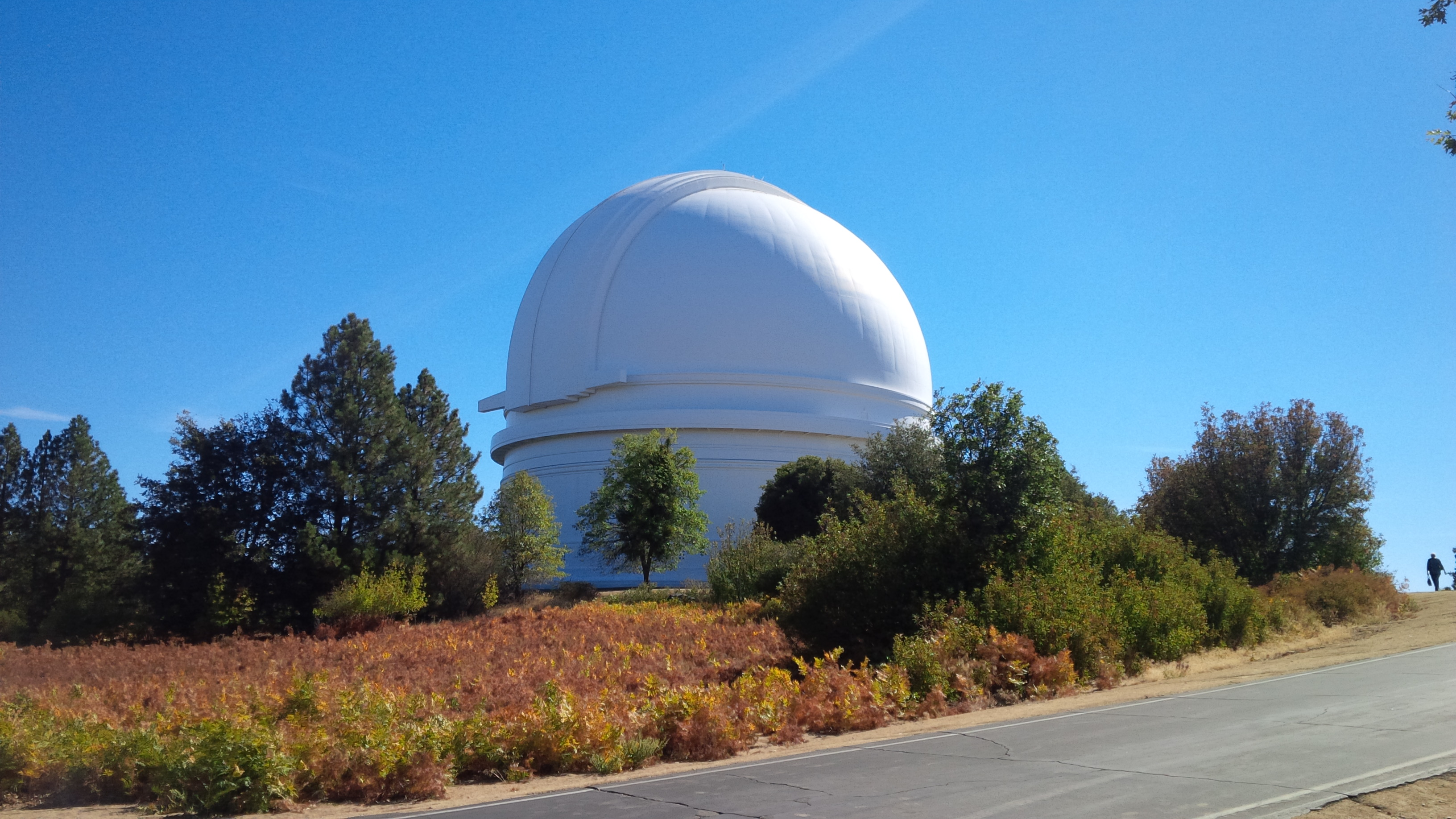
Observatoire Palomar du Caltech, situé à San Diego aux États-Unis.

Après avoir découvert (90377) Sedna en novembre 2003, une équipe du California Institute of Technology (ou Caltech) conduite par Michael E. Brown commence à chercher d'autres objets transneptuniens. Le 28 décembre 2004, ils découvrent Hauméa, sur une image qui avait été prise le 6 mai 2004 avec l'outil QUEST de l'observatoire Palomar, en Californie. L'équipe lui donne le surnom de « Père Noël » (Santa), la découverte ayant été réalisée juste après Noël. Cependant, ils décident de ne pas rendre publique la découverte, en attendant des observations supplémentaires pour mieux déterminer sa nature, l'objet étant clairement trop petit pour être une planète — faisant notamment un tiers de la taille de Pluton — mais étant tout de même entouré de satellites (surnommés « Rudolf » et « Blitzen », noms de deux des rennes du père Noël) et à la tête d'une famille collisionnelle,,. Prévoyant de rendre publique l'existence de Hauméa en septembre 2005 lors d'une conférence internationale, l'équipe de Caltech publie le 20 juillet un résumé en ligne annonçant la découverte de l'objet sous le nom de code K40506A où il est décrit comme potentiellement le plus grand et le plus brillant objet connu de la ceinture de Kuiper,.
Le 25 juillet 2005, Pablo Santos Sanz, un élève de l'Instituto de Astrofísica de Andalucía, affirme avoir indépendamment découvert Hauméa sur d'anciennes images prises en mars 2003 à l'Observatoire de Sierra Nevada dans le sud de l'Espagne lors d'une recherche d'objets transneptuniens engagée par son superviseur, José Luis Ortiz Moreno. Voulant établir la priorité, ils envoient un message au Centre des planètes mineures (MPC) dans la nuit du 27 juillet et contactent le 28 juillet l'astronome amateur Reiner M. Stoss de l'observatoire de Starkenburg pour des observations complémentaires,. Celui-ci prend de nouveaux clichés et parvient même à retrouver une pré-découverte de Hauméa dans des diapositives numérisées de l'observatoire Palomar datant de 1955. Brian G. Marsden, directeur du MPC, vérifie avec Gareth V. Williams les calculs et publie officiellement cette découverte le 29 juillet dans une circulaire indiquant la position de l'objet,.

#### Réactions et accusations de fraude

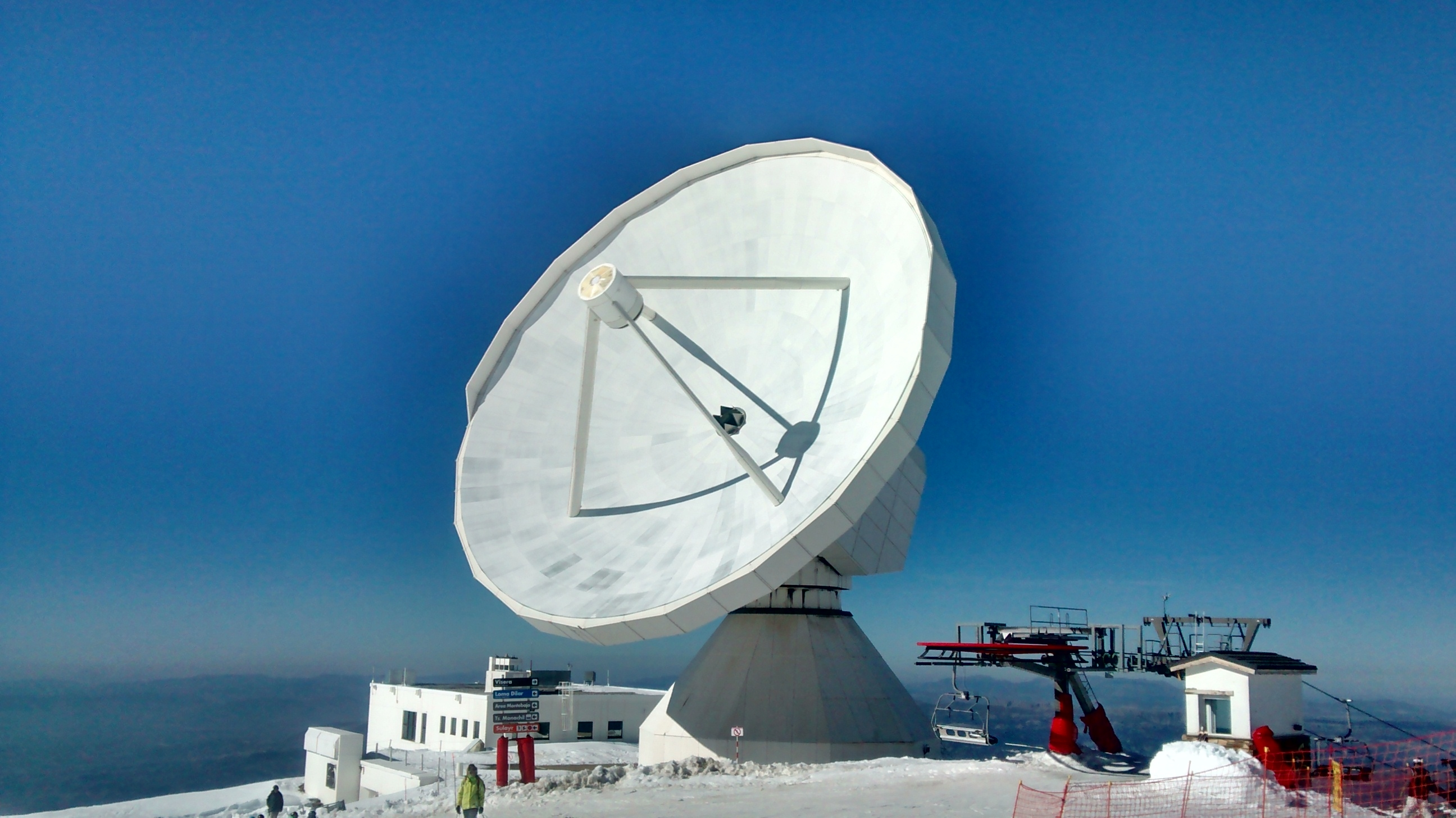
Observatoire de Sierra Nevada de l'Instituto de Astrofísica de Andalucía en province de Grenade, Espagne.

La nouvelle de la découverte d'un tel objet est acclamée par les astronomes, mais Mike Brown comprend que l'objet n'est autre que Santa. Déçu d'avoir perdu son scoop, il envoie tout de même un mail pour féliciter les découvreurs. Cependant, il se rend ensuite compte qu'en cherchant le code public 'K40506A' sur Google, il est possible d'accéder directement aux rapports censés être privés de l'observatoire de Kitt Peak, qui avait été contributeur pour des vérifications sur l'orbite de Santa,,. Il observe aussi que les positions de deux autres objets transneptuniens dont il n'avait pas encore annoncé l'existence sont accessibles : Éris et Makémaké. Craignant de se faire également doubler pour celles-ci, il envoie le jour même au MPC les informations permettant d'officialiser leur découverte, qui sont aussi publiées le 29 juillet et accompagnées par un fort engouement médiatique, Éris étant présentée comme la dixième planète,,.
Après ces événements, il ne pense un temps plus que l'équipe espagnole ait commis une fraude, car ils auraient eu plus d'intérêt à « voler » Éris, le plus grand objet, et renvoie un message à Ortiz pour s'excuser d'avoir éclipsé sa découverte. Cependant, la rumeur d'un potentiel vol d'informations fait prospérer des accusations de fraude scientifique envers l'équipe espagnole, mais ces derniers n'y répondent pas. Début août, Richard Pogge, administrateur du système SMARTS de l'observatoire interaméricain du Cerro Tololo où d'autres observations de vérification avaient été réalisées, parvient à retracer des connexions qui ont été faites aux rapports. Il conclut que la page de K40506A a été consultée le matin du 26 juillet depuis un ordinateur de l'Instituto de Astrofísica de Andalucía, plus précisément le même qui a été utilisé le soir même pour envoyer le rapport au MPC, et de nouveau le 28 juillet.
Le 15 août, l'équipe de Caltech dépose une plainte officielle auprès de l'UAI, accusant l'équipe de José Luis Ortiz d'une grave violation de l'éthique scientifique en ne reconnaissant pas l'utilisation de leurs données dans l'annonce de la découverte et demandent par ailleurs au MPC de retirer à l'équipe de José Luis Ortiz leur statut de découvreurs. Ils publient également en ligne la « trace électronique » (electronic trail) démontrant ces consultations provenant d'Espagne,. Cette plainte n'aboutit à rien et, début septembre, Mike Brown reçoit finalement une réponse de la part de José Luis Ortiz ; ce dernier n'infirme ni ne confirme avoir consulté les rapports de Caltech, mais critique plutôt le comportement de Mike Brown de ne pas envoyer directement ses découvertes au MPC, ce qu'il estime contraire à l'intérêt scientifique.
Le 16 septembre, José Luis Ortiz diffuse une lettre et admet pour la première fois avoir bien accédé aux journaux d'observation de Caltech mais nie tout acte répréhensible, affirmant que cela faisait simplement partie de la vérification de la découverte d'un nouvel objet et que ces rapports étaient disponibles en accès public,. De plus, selon son récit, ces journaux contenaient trop peu d'informations pour qu'il ait pu déterminer s'il s'agissait du même objet, ce qui justifie l'absence de mention,,.

### Dénomination

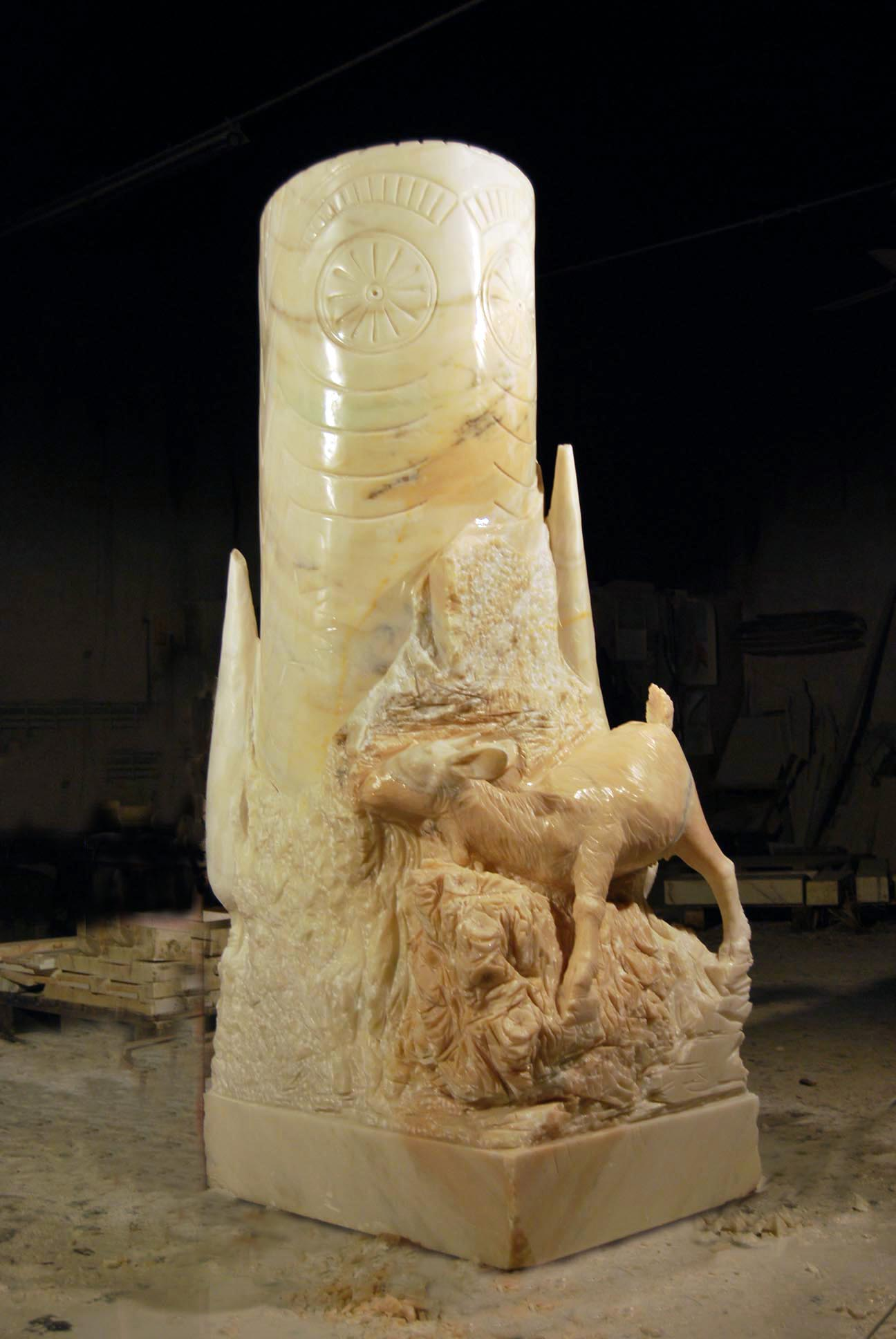
Représentation de la déesse ibérique Ataegina, proposition de l'équipe espagnole.

Hauméa reçoit dans le même temps sa désignation provisoire : 2003 EL61, le « 2003 » reposant sur la date de l'image de la découverte avancée par l'équipe espagnole,. Le 7 septembre 2006, une fois son orbite déterminée de façon stable, l'objet est numéroté 136108 et admis dans le catalogue officiel des planètes mineures avec la désignation (136108) 2003 EL61,.
Le protocole de l'UAI est que le crédit de découverte pour une planète mineure va à quiconque soumet d'abord un rapport au MPC avec suffisamment de données de position pour une détermination d'orbite décente, et que le découvreur crédité a la priorité pour le nommer. Ainsi, il revient en théorie à José Luis Ortiz et al., qui proposent le nom Ataegina (ou Ataecina), une déesse ibérique des enfers. En tant que divinité chthonienne, Ataegina n'aurait été un nom approprié que si l'objet était dans une résonance orbitale stable avec Neptune mais la résonance de Hauméa est instable.
Suivant les directives établies par l'UAI selon lesquelles les objets classiques de la ceinture de Kuiper (cubewanos) reçoivent des noms d'êtres mythologiques associés à la création, l'équipe de Caltech soumet en septembre 2006 des noms de la mythologie hawaïenne pour (136108) 2003 EL61 et ses deux lunes, en référence à l'endroit où se trouve l'observatoire du Mauna Kea et où les satellites ont été découverts,. Hauméa est la déesse de la fertilité et de l'accouchement tandis que ses deux lunes connues sont nommées d'après deux des filles de Hauméa : Hiʻiaka, la déesse tutélaire de l'île de Hawaï, et Nāmaka, la déesse de l'eau,,.
Le différend sur la paternité de la découverte de l'objet retarde l'acceptation de l'un ou l'autre nom et sur le classement de Hauméa en tant que planète naine. Le 17 septembre 2008, l'UAI annonce que les organismes chargés de nommer les planètes naines ont décidé de retenir la proposition de Caltech,. L'équipe de José Luis Ortiz critique ce choix, suggérant que si Ataegina n'était pas acceptée, l'UAI aurait au moins pu choisir un troisième nom ne favorisant ni l'un ou l'autre des partis,.
La date de la découverte selon l'annonce est le 7 mars 2003, le lieu de la découverte indiqué est l'observatoire de Sierra Nevada et le champ pour le nom du découvreur est laissé vide,. Stephen P. Maran et Laurence A. Marschall commentent que si la controverse n'a jamais été proprement résolue et que le sentiment général a plutôt convergé vers un choix de facto, les chercheurs se concentreront à l'avenir plus sur l'apport scientifique de Hauméa que sur le contexte de sa découverte.
Son symbole planétaire est .

### Statut
Hauméa est une planète naine et plus précisément un plutoïde car elle se trouve au-delà de l'orbite de Neptune,,. Cela signifie qu'elle orbite autour du Soleil et qu'elle est suffisamment massive pour avoir été arrondie par sa propre gravité, mais qu'elle n'est pas parvenue au nettoyage du voisinage de son orbite. Comme elle est loin d'être un sphéroïde, il y a eu un temps un débat afin de déterminer si elle est vraiment en équilibre hydrostatique. Cependant, le consensus des astronomes est que l'équilibre est bien atteint mais que sa forme atypique est due à sa rotation très rapide,.

## Caractéristiques physiques

### Rotation

Animation de la rotation rapide de Hauméa en un peu moins de 4 heures, ce qui entraîne son allongement. Elle présente des variations de couleur distinctes, comme la tache rouge foncé ici illustrée sur sa surface.

Hauméa présente de grandes fluctuations de luminosité sur une période de 3,9 heures. Celles-ci ne peuvent s'expliquer que par une période de rotation de cette durée,. Il s'agit de la rotation la plus rapide de tous les corps en équilibre hydrostatique connus du Système solaire et de tous les corps connus avec un diamètre supérieur à 100 km,. Alors que la plupart des corps en rotation et à l'équilibre sont aplatis en sphéroïdes (ou ellipsoïdes de révolution), Hauméa tourne si rapidement qu'elle est déformée en un ellipsoïde triaxial ressemblant à un ballon de football américain ou un ballon de rugby. Un impact géant serait à l'origine de cette rotation rapide non usuelle, de ses satellites et de sa famille collisionnelle,. Un autre mécanisme de formation est également proposé pour expliquer cette vitesse de rotation : une fission rotationnelle. L'objet aurait alors ralenti depuis une période de rotation encore plus rapide qui l'aurait poussé à se scinder, formant ses satellites et sa famille collisionnelle plutôt que par un impact.
Il se pourrait qu'elle ne soit pas le seul corps de la ceinture de Kuiper tournant aussi rapidement sur elle-même. En 2002, Jewitt et Sheppard suggèrent que (20000) Varuna pourrait avoir une forme similaire, sur la base de sa rotation rapide.
Le plan de l'équateur de Hauméa est légèrement décalé par rapport aux plans orbitaux de son anneau et de sa lune la plus externe, Hiʻiaka. Bien qu'initialement supposé coplanaire au plan orbital de Hiʻiaka par Ragozzine et Brown en 2009, leurs modèles de la formation collisionnelle des satellites de Hauméa suggèrent systématiquement que le plan équatorial de la planète naine est légèrement décalé du plan orbital. Cela est étayé par des observations d'une occultation stellaire par Hauméa en 2017 qui révèle la présence d'un anneau coïncidant approximativement avec le plan de l'orbite de Hiʻiaka et l'équateur de Hauméa. Une analyse mathématique des données d'occultation par Kondratyev et Kornoukhov en 2018 permet de contraindre les angles d'inclinaison relatifs de l'équateur de Hauméa aux plans orbitaux de son anneau et de Hiʻiaka, qui s'avèrent ainsi respectivement inclinés de 3,2 ± 1,4 deg et 2,0 ± 1,0 deg par rapport à l'équateur de Hauméa. Deux solutions pour l'inclinaison de l'axe de Hauméa sont également obtenues, pointant vers les coordonnées équatoriales (α, δ) = (282,6°, –13,0°) ou (282,6°, –11,8°).

### Masse et dimensions
Parce que Hauméa a des lunes, la masse du système peut être calculée à partir de leurs orbites en utilisant la troisième loi de Kepler. Le résultat est 4,2 × 1021 kg, ce qui correspond à 28 % de la masse du système plutonien et 6 % de celle de la Lune, sachant que presque 99 % de cette masse est constituée par Hauméa,.

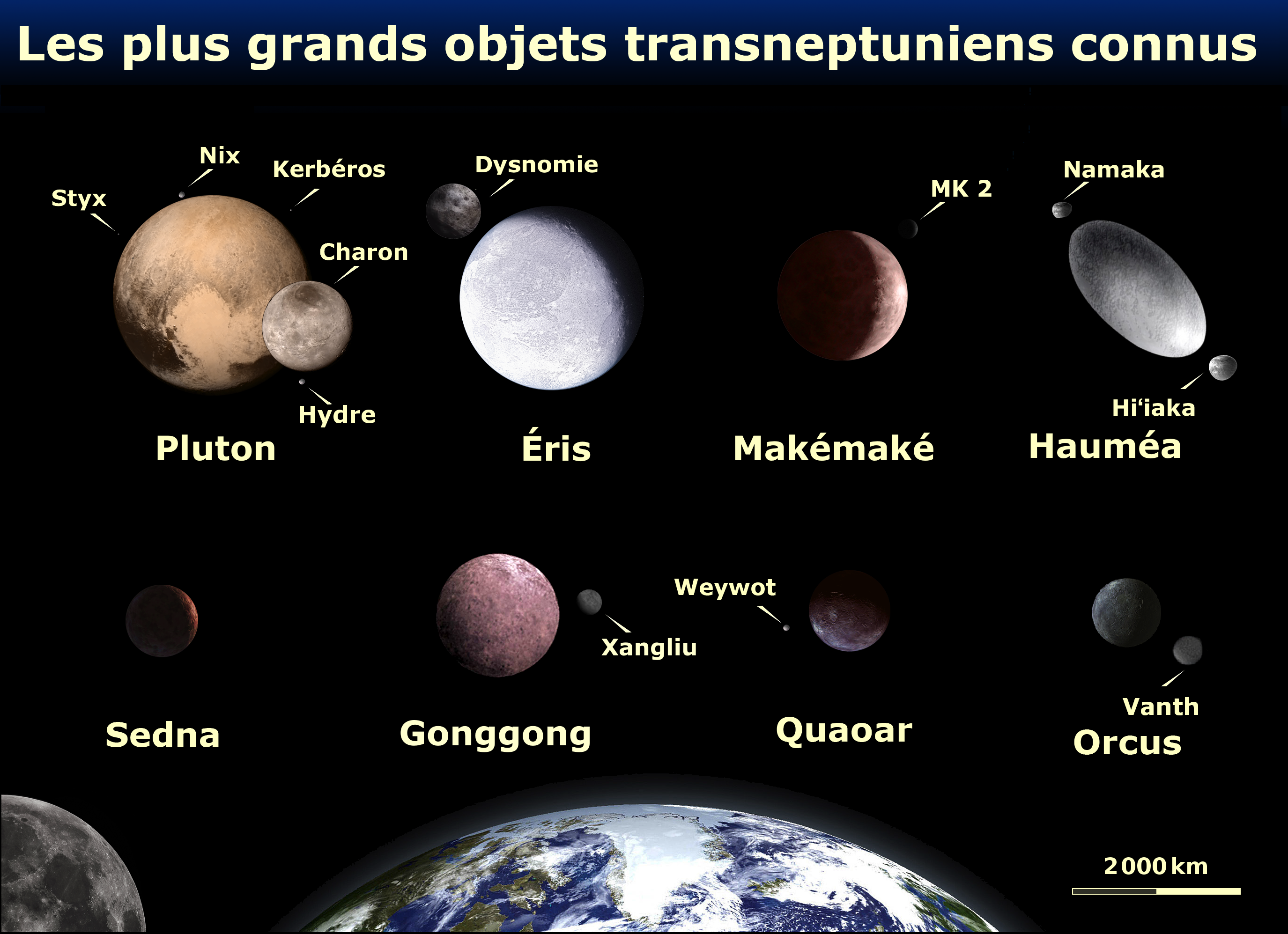
Comparaison de la taille de Hauméa avec celle des autres plus grands objets transneptuniens.

La taille d'un objet céleste peut être déduite de sa magnitude apparente, de sa distance et de son albédo. Les objets semblent brillants aux observateurs de la Terre soit parce qu'ils sont grands, soit parce qu'ils sont hautement réfléchissants. Si leur réflectivité (albédo) peut être déterminée, alors une estimation approximative peut être faite de leur taille ; c'est le cas pour Hauméa, qui est suffisamment grande et brillante pour que son émission thermique soit mesurée,. Cependant, le calcul de ses dimensions est brouillé par sa rotation rapide causant des fluctuations de luminosité du fait de l'alternance de la vue latérale et de la vue des extrémités depuis la Terre,.
Plusieurs calculs de la forme ellipsoïdale de Hauméa ont été réalisés. Le premier modèle, produit un an après la découverte de Hauméa, est calculé à partir d'observations de sa courbe de lumière dans le spectre visible : sa longueur totale serait de 1 960 à 2 500 km avec un albédo visuel (pv) supérieur à 0,6. La forme la plus probable est un ellipsoïde triaxial avec des dimensions approximatives de 2 000 × 1 500 × 1 000 km, avec un albédo moyen de 0,71,. Les observations du télescope spatial Spitzer donnent un diamètre moyen de 1 150+250
 −100 km et un albédo de 0,84+0,1
 −0,2 à partir de la photométrie à des longueurs d'onde infrarouges de 70 μm,. Des analyses ultérieures de la courbe de lumière suggèrent un diamètre circulaire équivalent de 1 450 km. Ces différentes mesures explicitent combien la mesure de la taille réelle de cette planète naine est complexe.
En 2010, une analyse des mesures prises par le télescope spatial Herschel avec les anciennes mesures du télescope Spitzer donne une nouvelle estimation du diamètre équivalent de Hauméa à environ 1 300 km. En 2013, le télescope spatial Herschel mesure le diamètre circulaire équivalent de Hauméa à environ 1 240+69
 −58 km.
Cependant, les observations d'une occultation stellaire en janvier 2017 créent un doute sur toutes ces conclusions. La forme mesurée de Hauméa, bien qu'allongée comme on le supposait auparavant, semble avoir des dimensions nettement plus grandes. Ainsi, Hauméa ferait approximativement le diamètre de Pluton le long de son axe le plus long et environ la moitié de celui-ci entre ses pôles. La densité résultante calculée à partir de la forme observée de Hauméa est d'environ 1,8 g/cm3 et donc plus conforme aux densités des autres grands objets transneptuniens. Cette forme résultante pourrait être incompatible avec un corps homogène en équilibre hydrostatique.

### Composition
La rotation et l'amplitude de la courbe de lumière de Hauméa imposent de fortes contraintes quant à sa composition. Si Hauméa était en équilibre hydrostatique tout en ayant une faible densité comme Pluton, avec un épais manteau de glace sur un petit noyau rocheux, sa rotation rapide l'aurait allongée dans une plus grande mesure que ne le permettent les fluctuations de sa luminosité. De telles considérations limitent donc sa densité dans l'intervalle de 2,6 à 3,3 g/cm3,,. Par comparaison, la densité d'un corps rocheux comme la Lune est de 3,3 g/cm3 tandis que Pluton, typique des objets glacés de la ceinture de Kuiper, a une densité de 1,86 g/cm3,.

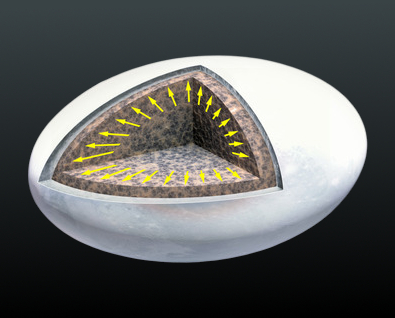
Proposition de structure interne de Hauméa, principalement rocheuse avec une fine couche de glace.

La haute densité de Hauméa couvre les masses volumiques de minéraux silicatés tels que l'olivine et le pyroxène, qui constituent de nombreux objets rocheux du Système solaire. Cela suggère que la majeure partie de Hauméa est rocheuse, couverte d'une couche de glace relativement mince. Un manteau de glace épais plus typique des objets de la ceinture de Kuiper aurait potentiellement été détruit lors de l'impact qui a formé sa famille collisionnelle,,. Cette composition particulière amène Mike Brown à comparer l'objet à une dragée M&M's.
Le noyau est entouré d'un manteau glacé dont l'épaisseur varie d'environ 70 km aux pôles à 170 km le long de son axe le plus long, comprenant jusqu'à 17 % de la masse de Hauméa. La densité moyenne de Hauméa est alors estimée à 2,018 g/cm3, avec un albédo de 0,66.
Une étude de 2019 tente de résoudre les mesures contradictoires de la forme et de la densité de Hauméa grâce à une modélisation numérique de Hauméa en tant que corps différencié. Selon celle-ci, les dimensions de 2,100 × 1,680 × 1,074 km (modélisation de l'axe long à des intervalles de 25 km) correspondent le mieux à la forme observée de Hauméa lors de l'occultation de 2017, tout en étant également cohérente avec les formes ellipsoïdes de la surface et du noyau en équilibre hydrostatique. Cette solution révisée pour la forme de Hauméa implique qu'elle possède un noyau d'environ 1 626 × 1 446 × 940 km, avec une densité relativement élevée de 2,68 g/cm3 indiquant une composition majoritairement de silicates hydratés tels que la kaolinite.
Par ailleurs, la composition d'une hypothétique atmosphère de Hauméa est inconnue et les astronomes supposent qu'elle ne possède pas de magnétosphère.

### Surface
En 2005, les télescopes Gemini et Keck obtiennent des spectres électromagnétiques de Hauméa montrant de fortes caractéristiques de glace d'eau cristalline similaires à la surface de Charon, la lune de Pluton. Ceci est remarquable car la glace cristalline se forme normalement à des températures supérieures à 110 K, alors que la température de surface de Hauméa est inférieure à 50 K, une température à laquelle de la glace amorphe devrait se former,,.

De plus, la structure de la glace cristalline est instable sous la pluie constante de rayons cosmiques et de particules énergétiques du Soleil qui frappent les objets transneptuniens. Le délai pour que la glace cristalline redevienne de la glace amorphe sous ce bombardement est de l'ordre de dix millions d'années, tandis que Hauméa est dans cette zone de température du Système solaire depuis des milliards d'années,. Les dommages causés par les radiations assombrissent et rougissent également la surface des objets transneptuniens où les matériaux de surface communs sont des glaces organiques et des tholins. Par conséquent, les spectres et l'indice de couleur suggèrent que Hauméa et les membres de sa famille de collision ont subi un resurfaçage récent qui a fait remonter de la glace fraîche. Cependant, aucun mécanisme de resurfaçage plausible n'est suggéré. D'autres mécanismes de réchauffement permettant la présence de cette glace sont proposés, comme un réchauffement par effet de marées grâce aux orbites de ses lunes ou la désintégration d'isotopes radioactifs,.
Hauméa est aussi brillante que la neige, avec un albédo compris entre 0,6 et 0,8, ce qui correspond à la glace cristalline. D'autres grands objets tels qu'Éris semblent avoir des albédos au moins aussi élevés. La modélisation la mieux adaptée selon les spectres réalisés suggère que 66 % à 80 % de la surface de Hauméa semble être de la glace d'eau cristalline pure, avec possiblement du cyanure d'hydrogène ou des argiles phyllosilicates contribuant à l'albédo élevé. Des sels de cyanure inorganiques tels que le cyanure de cuivre et de potassium peuvent également être présents.
Cependant, d'autres études des spectres visible et proche infrarouge suggèrent plutôt une surface homogène recouverte d'un mélange 1:1 de glace amorphe et cristalline, avec pas plus de 8 % de matières organiques. L'absence d'hydrate d'ammoniac exclut le cryovolcanisme et les observations confirment que l'événement de collision doit avoir eu lieu il y a plus de 100 millions d'années, en accord avec les études dynamiques. L'absence de méthane mesurable dans les spectres de Hauméa est cohérente avec un impact qui aurait éliminé ces substances volatiles, contrairement à Makémaké,.
En plus des grandes fluctuations de la courbe de lumière de Hauméa dues à sa forme, qui affecte toutes les couleurs de manière égale, de plus petites variations de couleur indépendantes observées dans les longueurs d'onde visibles et dans le proche infrarouge montrent une région de la surface qui diffère à la fois en couleur et en albédo,. Plus précisément, une grande zone rouge foncé sur la surface blanc brillant de Hauméa est observée en septembre 2009. Il s'agit probablement d'une caractéristique d'impact indiquant une zone riche en minéraux et en composés organiques, ou peut-être une proportion plus élevée de glace cristalline,.

## Orbite

### Caractéristiques orbitales

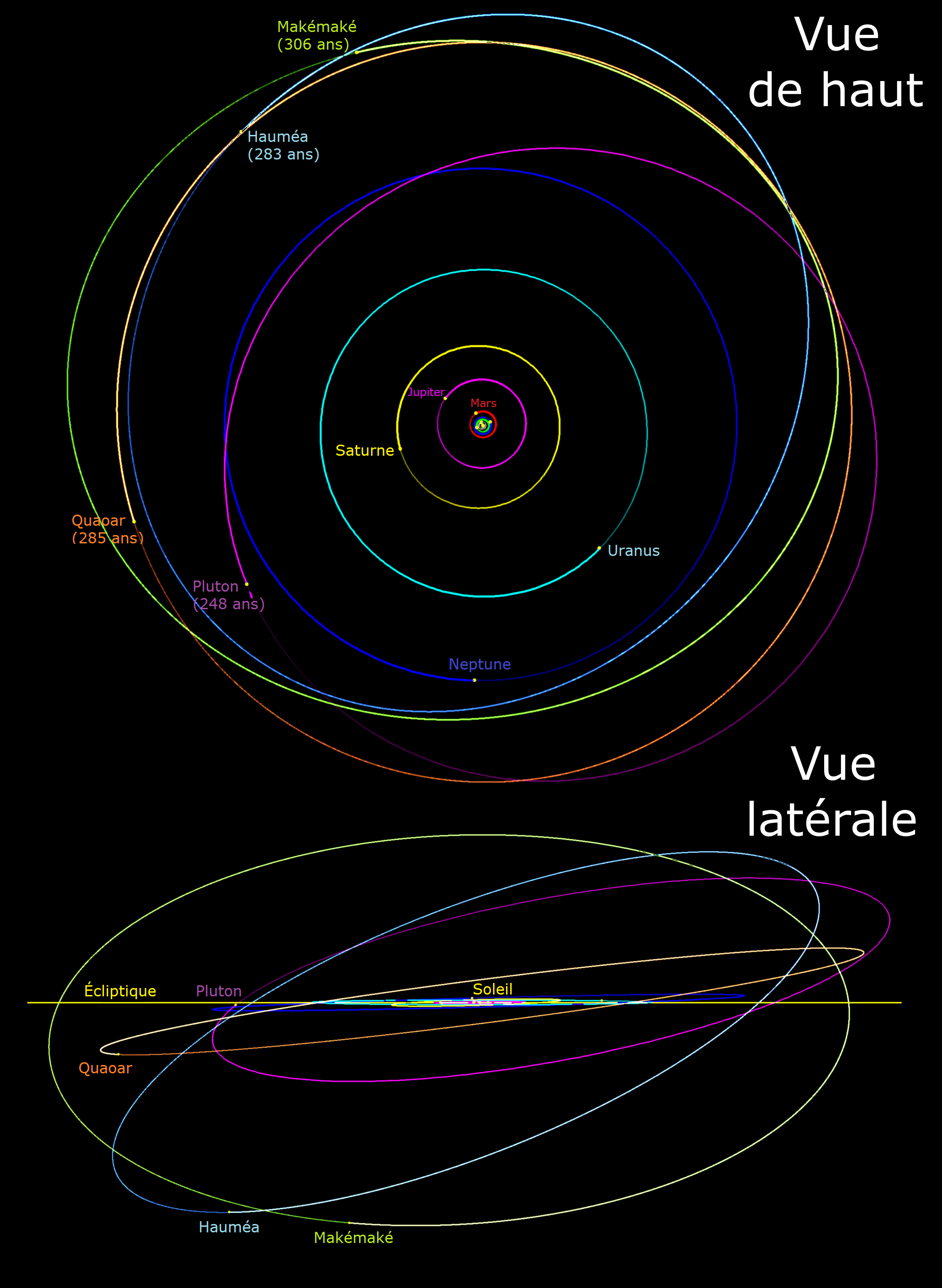
Tracé de l'orbite de Hauméa (en bleu marine) comparée à celle des planètes et d'autres objets transneptuniens. Elle est notamment similaire à celle de Makémaké (en vert). Les positions des objets sont prises le 01/01/2018.

Hauméa réalise une révolution autour du Soleil avec une période orbitale de 284 années terrestres et avec une orbite typique des grands cubewanos (sa classification lors de sa découverte) : assez excentrique, son périhélie est proche de 35 UA et son aphélie atteint 51 UA,. Elle passe pour la dernière à l'aphélie au début de 1992 et se trouve dans les années 2020 à plus de 50 AU du Soleil avec un périhélie prévu en 2133,.
L'orbite de Hauméa possède une excentricité légèrement supérieure à celle des autres membres de sa famille collisionnelle. Cela serait dû à la faible résonance orbitale 7:12 de Hauméa avec Neptune modifiant progressivement son orbite initiale au cours d'un milliard d'années par le biais du mécanisme de Kozai, un échange entre l'inclinaison d'une orbite et une augmentation de son excentricité,,. Son inclinaison orbitale reste significative à plus de 28° de l'écliptique.

### Résonance intermittente avec Neptune

Orbite de Hauméa dans un référentiel en rotation avec Neptune tenue stationnaire (point bleu). On observe la libration de l'orbite autour de la résonance 12:7. Celle-ci passe du rouge au vert lorsque l'écliptique est traversée. Les orbites d'Uranus, Saturne et Jupiter sont respectivement représentées en vert, jaune, et rose.

Hauméa est dans une faible résonance orbitale intermittente 7:12 avec Neptune : toutes les douze orbites de Neptune autour du Soleil, Hauméa en fait sept,. Son nœud ascendant {\displaystyle \Omega } réalise une précession avec une période d'environ 4,6 millions d'années. La résonance est interrompue deux fois par cycle de précession, ou tous les 2,3 millions d'années, pour ne revenir que cent mille ans plus tard. Ainsi, la dénomination de cette résonance particulière diffère parmi les astronomes mais elle ne peut pas être considérée comme stable. Par exemple, Marc William Buie ne qualifie pas Hauméa comme en résonance.

### Visibilité
Avec une magnitude apparente de 17,3 en 2021, Hauméa est le troisième objet le plus brillant de la ceinture de Kuiper après Pluton et Makémaké. Elle est facilement observable avec un grand télescope amateur,.
Malgré sa relative visibilité, sa découverte a été tardive car les premières enquêtes d'objets distants se sont d'abord concentrées sur les régions proches de l'écliptique, une conséquence du fait que les planètes et la plupart des petits corps du Système solaire partagent un plan orbital commun à cause de la formation du Système solaire dans le disque protoplanétaire. Par ailleurs, étant proche de l'aphélie au moment de sa découverte, elle avait donc une vitesse orbitale moindre permettant plus difficilement de la distinguer d'une étoile,,.

## Cortège

### Satellites

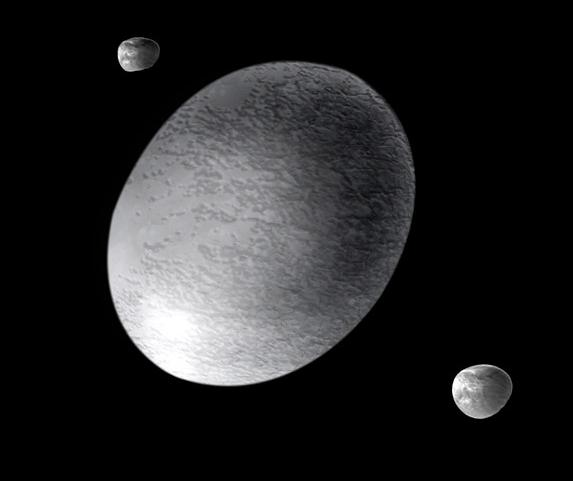
Vue d'artiste de Hauméa avec ses lunes Hiʻiaka et Namaka. La distance avec ses lunes n'est pas à l'échelle.

Hauméa possède au moins deux satellites naturels : Hiʻiaka et Namaka. Darin Ragozzine et Michael E. Brown les découvrent tous deux en 2005 grâce aux observations de l'observatoire W. M. Keck. Leur spectre ainsi que leur raies d'absorption similaires à ceux de Hauméa conduisent à conclure qu'un scénario de capture est improbable pour la formation du système et que les lunes se sont probablement formées depuis des fragments provenant de Hauméa elle-même à la suite d'un impact,,. Un autre mécanisme de formation proposé, la fission rotationnelle, suggère plutôt que Hauméa se serait scindée du fait d'une rotation trop rapide pour former les satellites.

Hauméa et ses lunes, pris en image par Hubble en 2008. Hiʻiaka est la lune la plus brillante et la plus extérieure, tandis que Namaka est la lune intérieure plus sombre.

Hiʻiaka, officiellement Hauméa I Hiʻiaka, provisoirement S/2005 (136108) 1 et d'abord surnommée Rudolphe (en anglais Rudolph ; d'après un des rennes du père Noël) par l'équipe de Caltech, est découverte le 26 janvier 2005,. C'est la lune la plus extérieure et la plus lumineuse des deux. Elle fait environ 310 km de diamètre et orbite autour de Hauméa de façon presque circulaire tous les 49 jours avec un demi-grand axe d'environ 49 500 km,. Seule la masse totale du système est connue, mais en supposant que le satellite possède la même densité et le même albédo que Hauméa, sa masse atteindrait 1 % de cette dernière. De fortes caractéristiques d'absorption à 1,5 et 2 micromètres dans le spectre infrarouge indiquent qu'une glace d'eau cristalline presque pure recouvre une grande partie de la surface, ce qui est rare pour un objet de la ceinture de Kuiper.
Namaka, officiellement Hauméa II Namaka, provisoirement S/2005 (136108) 2 et d'abord surnommée Éclair (en anglais Blitzen ; d'après un autre renne du père Noël), est découverte le 30 juin 2005,. Elle fait un dixième de la masse de Hiʻiaka et 170 km de diamètre,. Elle orbite Hauméa en 18 jours sur une orbite hautement elliptique inclinée de 13° par rapport à l'autre lune, causant une perturbation de son orbite,,. L'excentricité relativement importante ainsi que l'inclinaison mutuelle des orbites des satellites sont inattendues car elles auraient dû être amorties par l'accélération par effet de marée. Un passage relativement récent par une résonance 3:1 avec Hiʻiaka pourrait expliquer les orbites actuelles des lunes de Hauméa.
En 2009 et 2010, les orbites des lunes apparaissent presque exactement alignées par rapport à la Terre, Namaka occulte périodiquement Hauméa,. L'observation de tels transits fournit des informations précises sur la taille et la forme de Hauméa et de ses lunes, comme cela est le cas pour le système plutonien,.

### Anneau
Le 21 janvier 2017, Hauméa occulte l'étoile URAT1 533–182543. Les observations de cet événement par une équipe internationale menée par José Luis Ortiz Moreno de l'Instituto de Astrofísica de Andalucía dans un article publié dans Nature permettent de déduire la présence d'un anneau planétaire fin et sombre autour de la planète naine,. Il s'agissait de la première et unique détection d'un anneau autour d'une planète naine et de façon plus générale autrour d'un objet transneptunien,, jusqu'à la découverte en février 2023 d'un anneau autour de Quaoar.

Simulation de la rotation de Hauméa, entourée de son fin anneau.

L'anneau mesure près de 70 kilomètres de large, a un albédo géométrique de 0,5 et est situé à 2 287 kilomètres du centre de Hauméa, soit à un peu plus de 1 000 kilomètres de sa surface. Il se rapproche donc plus des anneaux de (10199) Chariclo ou des potentiels anneaux de (2060) Chiron que des anneaux des planètes géantes, qui sont proportionnellement moins éloignés du corps central. L'anneau contribuerait pour 5 % à la luminosité totale de la planète naine. Dans l'étude de 2017, le plan de l'anneau est indiqué comme coplanaire au plan équatorial de Hauméa et coïncidant avec le plan orbital de sa plus grande lune extérieure, Hiʻiaka. L'année suivante, d'autres simulations réalisées grâce à l'occultation arrivent au résultat que l'anneau est incliné de 3,2 ± 1,4 deg par rapport au plan équatorial de la planète naine.
L'anneau est proche de la résonance spin-orbite 3:1 avec la rotation de Hauméa (qui correspond à un rayon de 2 285 ± 8 km du centre de Hauméa),. Ainsi, Hauméa fait trois tours sur elle-même lorsque l'anneau réalise une révolution. Dans une étude sur la dynamique des particules de l'anneau publiée en 2019, Othon Cabo Winter et ses collègues démontrent que la résonance 3:1 avec la rotation de Hauméa est dynamiquement instable, mais qu'il existe une région stable dans l'espace des phases cohérente avec l'emplacement actuel de l'anneau. Cela indique que les particules de l'anneau proviennent d'orbites circulaires périodiques proches de la résonance, mais pas exactement égales à celle-ci. Par ailleurs, après simulations, l'existence d'anneaux autour d'objets non-axisymétriques comme Hauméa n'est permise que si leur rayon de résonance 1:2 est inférieur à leur limite de Roche, ce qui explique donc qu'elle soit le seul objet transneptunien doté d'un tel système, grâce à sa rotation rapide.

## Famille collisionnelle

Inclinaison d'objets transneptuniens en fonction de leur distance au Soleil. La famille de Hauméa est en vert, les autres cubewanos en bleu, les plutinos en rouge et les objets épars en gris.

Hauméa est le plus grand membre de sa famille collisionnelle, la famille de Hauméa. Il s'agit d'un groupe d'objets astronomiques avec des caractéristiques physiques et orbitales similaires qui se seraient formés lorsqu'un plus grand corps correspondant à une proto-Hauméa aurait été brisé par un impact. Cette famille est la première à être identifiée parmi les objets transneptuniens et comprend, en plus de Hauméa et de ses lunes, notamment (55636) 2002 TX300 (≈332 km), (120178) 2003 OP32 (≈276 km), (145453) 2005 RR43 (≈252 km), (386723) 2009 YE7 (≈252 km), (24835) 1995 SM55 (≈191 km), (308193) 2005 CB79 (≈182 km), (19308) 1996 TO66 (≈174 km),,. Il s'agit de la seule famille collisionnelle connue parmi les objets transneptuniens.
Michael Brown et ses collègues émettent l'hypothèse que la famille est un produit direct de l'impact qui a enlevé le manteau de glace de Hauméa, mais d'autres astronomes suggèrent une origine différente : le matériau éjecté lors de la collision initiale aurait plutôt fusionné en une grande lune de Hauméa qui s'est ensuite brisée lors d'une deuxième collision en dispersant ses éclats vers l'extérieur. Ce deuxième scénario semble produire une dispersion des vitesses pour les fragments correspondant plus étroitement à la dispersion de vitesse mesurée empiriquement.
La présence de la famille collisionnelle pourrait impliquer que Hauméa et sa « progéniture » proviendraient du disque des objets épars. En effet, dans la ceinture de Kuiper aujourd'hui peu peuplée, la probabilité qu'une telle collision se produise au cours d'une durée égale à l'âge du Système solaire est inférieure à 0,1 %,. La famille n'aurait pas pu se former dans la ceinture primordiale plus dense de Kuiper car un groupe aussi soudé aurait été perturbé par migration planétaire de Neptune dans la ceinture, la cause supposée de la faible densité actuelle. Par conséquent, il semble probable que la région du disque épars dynamique, dans laquelle la probabilité d'une telle collision est beaucoup plus élevée, soit le lieu d'origine de l'objet qui a généré Hauméa et sa famille. Finalement, parce qu'il aurait fallu au moins un milliard d'années pour que le groupe se diffuse aussi loin qu'il l'a fait, la collision qui a créé la famille Hauméa s'est produite tôt dans l'histoire du Système solaire.

## Exploration

Hauméa photographiée par New Horizons en octobre 2007.

Hauméa n'a jamais été survolée par une sonde spatiale mais dans les années 2010, à la suite du succès du survol de Pluton par New Horizons, plusieurs études sont menées pour évaluer la faisabilité d'autres missions de suivi pour explorer la ceinture de Kuiper, voire plus loin,.
Joel Poncy et ses collègues estiment qu'une mission de survol de Hauméa pourrait prendre 14,25 ans en utilisant une assistance gravitationnelle de Jupiter, sur la base d'une date de lancement en septembre 2025. Hauméa serait à 48,18 UA du Soleil à l'arrivée de la sonde. Un temps de vol de 16,45 ans pourrait également être atteint avec des dates de lancement en novembre 2026, septembre 2037 et octobre 2038.
Des travaux préliminaires d'élaboration de sonde destinée à l'étude du système hauméen existent, la masse de la sonde, la source d'alimentation énergétique et les systèmes de propulsion étant des domaines technologiques clés pour ce type de mission,,,.